# Patricia Lascelles, Condessa Viúva de Harewood
Patricia Elizabeth Lascelles, Condessa Viúva de Harewood nascida Patricia Tuckwell (Melbourne, 24 de novembro de 1926 - Harewood House, 4 de maio de 2018) foi uma violinista australiana e modelo. Ela é a viúva de Jorge Lascelles, 7.º Conde de Harewood, mais velho primo paterno da Rainha Elizabeth II.

## Biografia

### Vida e carreira
Patricia Elizabeth Tuckwell nasceu em Melbourne, a filha de Charles Tuckwell e sua esposa, Elizabeth e uma irmã mais velha de Barry Tuckwell. Ela era uma violinista que tocou na Orquestra Sinfônica de Sydney.

### Casamentos e filhos
Em 7 de julho de 1948, ela se casou com Athol Shmith em Melbourne, e eles tiveram um filho, Michael (nascido em 7 de julho de 1949). O casal se divorciou em 1957. Ela então se casou com Jorge Lascelles, 7.º conde de Harewood, em 31 de julho de 1967. Eles têm um filho, Mark, que nasceu no dia 5 de julho de 1964, enquanto o Conde ainda estava casado com a primeira condessa, Marion Stein.  

### Morte
Morreu aos 91 anos em 4 de maio de 2018, em Harewood House, no Reino Unido.

## Títulos
- 24 de novembro de 1926 – 7 de julho de 1948: Srta. Patricia Tuckwell
- 7 de julho de 1948 – 1957: Sra. Athol Shmith
- 1957 – 31 de julho de 1967: Sra. Patricia Shmith
- 31 de julho de 1967 – 11 de julho de 2011: A Muito Honorável a Condessa de Harewood
- 11 de julho de 2011 – 4 de maio de 2018: A Muito Honorável a Condessa Viúva de Harewood